# Annales Cavenses

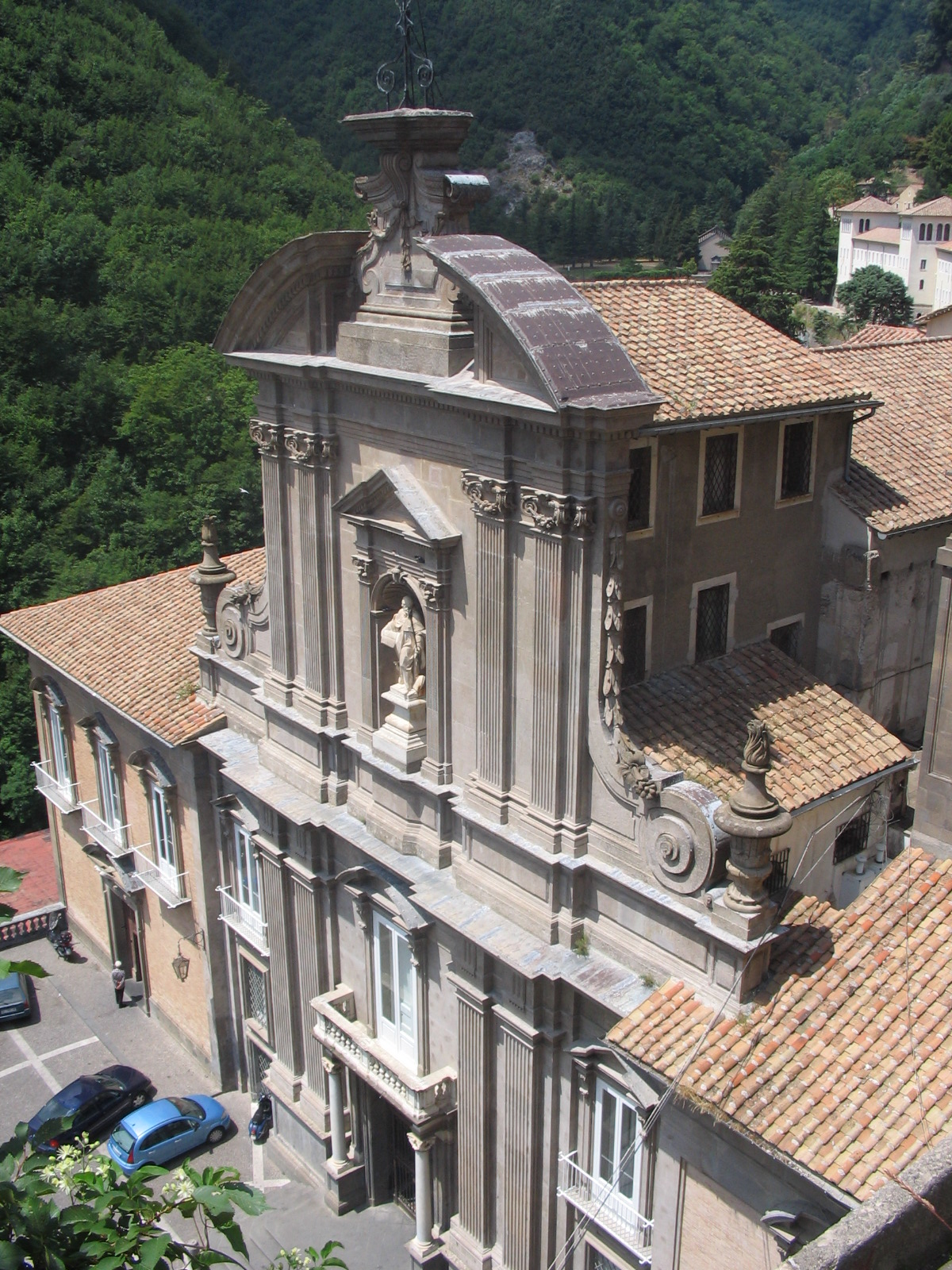
L'Abbazia benedettina di Cava de' Tirreni

Gli Annales Cavenses sono un'opera della tradizione monastica dell'Abbazia di Cava de' Tirreni, contenente annotazioni che vanno dal sesto al quattordicesimo secolo.
Gli annali nascono da una serie di annotazioni a margine apposte sulle pergamene conservate presso la biblioteca del complesso abbaziale, con cui, secondo una genesi tipica ad altre opere in ambiente monastico, i monaci lasciavano traccia «dei principali avvenimenti dell'epoca, o quelli che colpivano particolarmente la [...] fantasia, o influivano sulle condizioni del proprio monastero». 
Tra i fatti menzionati ve ne sono anche di interesse per la ricerca scientifica, come l'annotazione di terremoti o di particolari eventi astronomici.
Il periodo a cui si riferiscono le scritturazioni va dal 569 al 1318.

## Edizioni
Gli Annali hanno conosciuto diverse edizioni, tra la prima del 1839, a cura di Georg Heinrich Pertz, nei Monumenta Germaniae Historica:
- Georg Heinrich Pertz, Annales Cavenses[collegamento interrotto] in Monumenta Germaniae Historica, 1839 (on line dal sito dmgh.de)
- Fulvio Delle Donne, Annales Cavenses, edizione critica, introduzione e note, Roma, Istituto Storico Italiano per il Medio Evo, 2011 (Fonti per la storia dell'Italia medievale - Rerum Italicarum Scriptores, III serie) ISBN 978-88-89190-84-5 ISSN 1724-3912 (WC · ACNP)

## Chronicon Cavense
Gli Annales Cavenses non vanno in alcun modo confusi con il falso storico noto come Chronicon Cavense (noto anche come Annalista Salernitanus): a lungo considerato autentico e degno di nota, il Chronicon Cavense è stato definitivamente relegato dalla filologia nel novero delle opere spurie, quale vero e proprio falso messo in opera nel 1751 dall'ecclesiastico ed erudito Francesco Maria Pratilli, smascherato solo un secolo dopo, nel 1847, dall'accurata esegesi di Pertz e Köpke.